# Síndico de Agravios de Cataluña
El Síndico de Agravios de Cataluña (oficialmente, en catalán, Síndic de Greuges de Catalunya) es el nombre del Defensor del Pueblo de la comunidad autónoma de Cataluña, en España. Es una de las instituciones de la Generalidad de Cataluña cuyas funciones se definen en los artículos 78 y 79 del Estatuto de Autonomía de Cataluña de 2006. Su misión es garantizar el derecho de todas las personas a una buena administración gubernamental. Debe atender las quejas de las personas que se encuentren desamparadas ante la actuación o la falta de actuación de las administraciones. A fecha de 6 de junio de 2012, la institución del Síndic de Greuges tiene 87 trabajadores, y goza de autonomía presupuestaria. Al finalizar el ejercicio anual se edita la memoria de actividades realizadas durante el periodo. 
El Estatuto de Autonomía establece que sus funciones son proteger y defender los derechos y las libertades que reconocen tanto la Constitución española de 1978 como el Estatuto de Autonomía de Cataluña. Supervisa la actividad de la Administración de la Generalidad, la de los organismos públicos o privados vinculados o dependientes, la de las empresas privadas que gestionan servicios públicos o cumplen actividades de interés general o universal o actividades equivalentes de manera concertada o indirecta y la de las demás personas con un vínculo contractual con la Administración de la Generalidad y con las entidades públicas dependientes. También supervisa la actividad de la Administración local de Cataluña y la de los organismos públicos o privados vinculados o dependientes.
Cabe señalar que el defensor del pueblo presentó un recurso, debido principalmente al artículo donde se señala que el Síndico tiene carácter exclusivo.
El síndico es elegido por el Parlamento de Cataluña por mayoría de tres quintas partes de sus miembros por una duración de nueve años.
En el caso de que no se consiga la mayoría de las tres quintas partes, se volverá a iniciar el mismo procedimiento. Si transcurridos tres meses ninguno de los candidatos propuestos obtiene la mayoría establecida por el apartado anterior, en la votación subsiguiente bastará con la mayoría absoluta.
Ha de ejercer sus funciones con imparcialidad e independencia, y es inviolable por las opiniones expresadas en el ejercicio de sus funciones, es inamovible y únicamente puede ser destituido y suspendido por las causas que establece la ley. 
Los Síndicos de Cataluña han sido:
- Frederic Rahola i d'Espona 1984-1992
- Anton Cañellas i Balcells 1993-2004
- Rafael Ribó i Massó 2004-2022
- Esther Giménez-Salinas i Colomer 2022-actualidad

## Historia del "Síndic de Greuges"
El Síndic de Greuges es una institución que desciende de las "Assemblees de Pau i Treva". Estas se consolidaron el año 1027 gracias al impulso del abad Oliba del Monasterio de Ripoll, mediante la promulgación de una Constitución de Pau i Treva, la primera de las que se aprobaron en Cataluña en las décadas siguientes. Constituían, pues, un sistema de control de los excesos de las autoridades, por lo que se suele considerar las asambleas de paz y tregua como un primer antecedente de la actual institución del Síndic de Greuges.
Más tarde, cuando aparecieron las Cortes Catalanas, la satisfacción de las reclamaciones o quejas de los habitantes del país -los Greuges- (agravios) se convirtió progresivamente en un punto capital de las reuniones de Cortes. Había un agravio de corte cuando algún poblador de Cataluña había sido lesionado o perjudicado por el rey o por sus oficiales, incluso cuando éstos habían actuado en ejercicio de la función judicial.
En la Corte General de Perpiñán, en 1350, durante el reinado de Pedro el Ceremonioso, se presenta por primera vez al rey un memorial de agravios de forma unitaria y articulada. Pero fue el rey Martín el Humano quien, en 1409, institucionalizó un procedimiento de satisfacción de agravios, con la creación de una comisión paritaria formada por nueve delegados del rey y nueve de los estamentos o brazos de corte. Estos delegados se llamaban jueces de agravios o provisores de agravios. Juzgaban cada caso colegiadamente y su sentencia se incorporaba como un acto o juicio de corte, aunque a menudo se emitía muchos meses después.
A partir del 1419, la comisión estuvo formada solo por nueve provisores, tres nombrados por el rey y dos más por cada uno de los tres estamentos: eclesiástico, nobiliario y ciudadano. En aquella época los representantes del estamento ciudadano recibían a menudo el nombre de síndicos. Por lo tanto, dos de los síndicos eran elegidos por sus compañeros como provisores de agravios para formar parte de la comisión. En este sentido, se puede decir que en la Edad Media ya hubo unos "síndic de greuges" (síndicos de agravios). 
Su misión no era idéntica a la de la actual Síndic de Greuges, ya que actuaban de manera colegiada y dictaban sentencias. Sin embargo, hay similitudes importantes que fundamentaron la recuperación de este nombre para la institución moderna. Los ciudadanos presentaban sus quejas al conjunto del estamento ciudadano, que incorporaba muchas al memorial de agravios que se presentaba al rey y que debía resolver la comisión. En esta, los dos síndicos provisores de agravios defendían habitualmente los intereses de los ciudadanos que habían presentado su queja y, en este sentido, pueden considerarse un antecedente de la actual institución del Síndic de Greuges. Como señala el profesor Font Rius, ambas instituciones comparten el principio común de la autorresponsabilización del poder público y las administraciones por las infracciones cometidas en perjuicio de los particulares.
La institución del provisor de agravios, fundada por el rey Martín el Humano en 1409, desapareció en 1716 con el Decreto de Nueva Planta impuesto a Cataluña, como el resto de las instituciones públicas catalanas. Para simbolizar su recuperación, en 1984 el Síndic de Greuges tomó como emblema de la nueva institución el escudo del rey Martín el Humano.

## Historia moderna del "Síndic de Greuges"
Al llegar la democracia, en el Congreso de Cultura Catalana de 1977, se propuso el nombre de Síndic de Greuges para un comisionado parlamentario encargado de defender los derechos de los ciudadanos y de fiscalizar la Administración. El Estatuto de autonomía de Cataluña de 1979 previó el nombramiento de un "Síndic de Greuges para la defensa de los derechos fundamentales y las libertades públicas de los ciudadanos". Finalmente, el 20 de marzo de 1984 el Parlamento regional de Cataluña aprobó la Ley reguladora de la nueva institución, a la que se encargaba la defensa de los derechos fundamentales y las libertades públicas de los ciudadanos, a cuyo fin se le otorgaban facultades de supervisión sobre la Administración pública de la Generalidad y sobre los entes locales de Cataluña. En 1989 se modificó la Ley para habilitar el Síndic de Greuges designar un segundo adjunto con el encargo de defender los derechos de los niños. (Ley SGC 1989)
En julio de 2006 se aprobó el nuevo Estatuto de Autonomía de Cataluña, que renueva y refuerza la institución del Síndic de Greuges y le otorga más competencias. A partir de este momento, el Síndic supervisa, junto con el Defensor del Pueblo de toda la nación, la actividad de la Administración de la Generalidad y la de los organismos públicos o privados vinculados o dependientes, la de las empresas privadas que gestionan servicios públicos o realizan actividades de interés general o universal.